# Großsteingrab Carlshof
Das Großsteingrab Carlshof ist eine megalithische Grabanlage der jungsteinzeitlichen Trichterbecherkultur bei Carlshof, einem Ortsteil von Schorssow im Landkreis Rostock (Mecklenburg-Vorpommern).

## Lage
Das Grab befindet sich etwa 600 m südöstlich von Carlshof in einem Wäldchen.

## Beschreibung
Die Anlage besitzt ein rechteckiges Hünenbett mit einer Länge von etwa 19 m. Von der Umfassung sind nur noch wenige Steine erhalten und die meisten nach außen gekippt. Bei der Grabkammer handelt es sich um einen nordost-südwestlich orientierten Großdolmen. Er bestand wohl ursprünglich aus fünf Jochen. Erhalten sind noch die beiden Abschlusssteine an den Schmalseiten (davon der südwestliche in situ), einige Wandsteine an den Langseiten sowie vier Decksteine. Ein Deckstein liegt noch teilweise auf den Wandsteinen auf, die anderen sind vollständig in die Kammer gesunken.